# Dr. Rainer Wild-Stiftung
Die Dr. Rainer Wild Stiftung wurde im April 1991 vom Unternehmer Rainer Wild gegründet und sieht ihr Ziel darin, eine ausgewogene und gesunde Ernährung der Menschen in der industriellen Gesellschaft zu fördern.

## Geschichte
Die nach seinem Gründer benannte Stiftung möchte einen Beitrag zu einer kontinuierlichen Weiterentwicklung der Ernährungsforschung, der Ernährungsbildung und einer lebendigen Esskultur zu leisten. Die Herangehensweise soll dabei fachübergreifend, an Freiheit und Individualität orientiert sein. Die Zielgruppe der Dr. Rainer Wild-Stiftung sind bevorzugt Fachleute, wie Ärzte, Apotheker, Ernährungsberater, Ernährungswissenschaftler und Wissenschaftler anderer Disziplinen, Vertreter der Fachpresse sowie weitere Multiplikatoren. Ziel ist es, mit den Projekten, Publikationen und Veranstaltungen aktuelle Themen anzustoßen, die Vernetzung und den Dialog im Ernährungsbereich zu fördern. Laut Satzung ist sie ausschließlich operativ tätig, das heißt, sie verwendet ihre Mittel für eigene Projekte.
Zu den Arbeitsschwerpunkten der Stiftung gehören Ernährungsbildung, Verbraucherverhalten, Esskultur und Geschmacksforschung.
Im August 2004 ist die Stiftung aus ihrem ehemaligen Domizil dem Neckarschlöss'l in Heidelberg-Schlierbach in den Neubau der Dr. Rainer Wild Holding GmbH & Co. KG in Heidelberg-Wieblingen umgezogen.
Die Stiftung gibt einen jährlichen Tätigkeitsbericht heraus und veröffentlicht eine Publikationsliste.

## Aktivitäten
Neben der Veröffentlichung von Fachbüchern gehören zu den Aktivitäten der Stiftung:

### Das Heidelberger Ernährungsforum
- 2023: Mehrheiten und Wahrheiten. Gewissheit im Ernährungskontext[4]
- 2022: Ernährungsumgebungen – Essen, Ernährung, Praktiken[5]
- 2021: Drei Jahrzehnte Köpfe und Diskurse[6]
- 2020: Food Well-Being[7]
- 2019: Proteine – Zwischen Mangel und Überfluss[8]
- 2018: Lipide im interdisziplinären Diskurs[9]
- 2017: Zucker: vom weißen Gold zur verschmähten Zutat[10]
- 2016: Essbiografie als wichtiger Schlüssel zum Ernährungsverhalten.[11]
- 2015: Die Individualisierung der Ernährung – über die Angst vor einzelnen Lebensmittel(-Bestandteilen). Chancen und Grenzen der Individualisierung für Ernährungsberatung, Gemeinschaftsverpflegung und das generelle Miteinander.[12]
- 2014: Jugend und Ernährung – Zwischen Selbst- und Fremdbestimmung: Das Thema „Jugend & Ernährung“ wurde bisher nur in sehr wenigen Studien und Programmen fokussiert.[13]
- 2013: Mission Ernährung. Wenn Gesundheit zum Diktat wird. Zum Verständnis von Gesundheit und Glück.[14]
- 2012: Neue Esstypen wie „mobile Eater“ und „situative Einzelesser“ bestimmen die Berichterstattung. Alles muss jederzeit, überall und schnell verfügbar sein. Die Nahrungszubereitung wird auf das Notwendige beschränkt, Snacks lösen feste Mahlzeiten ab.[15]

### Dr. Rainer Wild-Preis
Der mit 15.000 Euro dotierten Preis wird seit 1993 an außergewöhnliche und vorbildliche Leuchtturmprojekte vergeben.
- 2023: Silke Bartsch für ihre Forschungstätigkeiten im Bereich der Ernährungsbildung[17]
- 2022:  -
- 2021:  -
- 2020: kein Preis wegen Covid[18]
- 2019:  -
- 2018: Die Deutsche Gesellschaft für Ernährung (DGE) erhielt den Preis für ihr Zertifizierungssystem JOB&FIT zusammen mit den beiden Leiter, der beiden betrieblichen Kantinen von Linde AG und Merck KGaA[19]
- 2017:  -
- 2016:  -
- 2015: Die Vernetzungsstelle Schulverpflegung e. V. setzt sich seit mehr als zehn Jahren für gesunde Ernährung ein und hat das Thema maßgeblich in seiner bundesweiten Entwicklung vorangetrieben.[16]
- 2014: -
- 2013: -
- 2012: Kinder entwickeln ein gesundes Essverhalten, wenn sie vielfältige Dinge ausprobieren dürfen und eigene Erfahrungen im Umgang mit Lebensmitteln und Speisen machen können. Mit der Auszeichnung der Europa-Miniköche wird das Verdienst des Projekts um die Ernährungsbildung von Kindern gewürdigt sowie das persönliche Engagement seines Gründers Jürgen Mädger.[20]

### Life Science Dialogue Heidelberg
„Die wissenschaftlichen und gesellschaftlichen Herausforderungen des 21. Jahrhunderts können nicht mehr innerhalb der alten etablierten akademischen Disziplinen und Strukturen beantwortet werden.“
- 2021: online: „Das riecht aber gut“[22]
- 2020: -
- 2019: Orthorexia nervosa und: Mangelernährung[22]
- 2018: Weizensensitivitäten und: Nachhaltige Ernährung[22]
- 2017: Lebensmittelinhaltsstoffe und: Wechselwirkungen zwischen Lebensmitteln und Arzneimitteln[22]
- 2016: Wie tickt die Uhr des Lebens? und: Geschmack der Zukunft[22]
- 2015: Mikrobiom und Darmbarriere – Ein Schlüssel zur Gesundheit: Der Darm ist eine Art „Superorgan“, das mit vielen Körperfunktionen in Verbindung steht und das das psychische Wohlbefinden erheblich beeinflusst.[23]
- 2014: Krebsprävention
- 2013: Lebensmittel in der Vertrauenskrise
- 2012: Personalisierte Ernährung – Wechselspiel zwischen Genom und Ernährung

### Arbeitskreis für Kulturforschung des Essens
Von 1996 bis 2014 war die Dr. Rainer Wild-Stiftung Träger des Arbeitskreises für Kulturforschung des Essens. Er ist ein Zusammenschluss von rund 60 ordentlichen Mitgliedern und einer stetig wachsenden Zahl an Fördermitgliedern. Die Mitglieder stammen aus Wissenschaft, Wirtschaft und Öffentlichkeit und beschäftigen sich auf wissenschaftlicher Basis mit allen Fragen rund um das Thema Essen und Trinken.

## Vorstand, Kuratorium und Geschäftsführung
Der Vorstand der Stiftung besteht aus Hans-Joachim Arnold (Vorsitzender), Georg Glatzel und Christian Köhler. Mitglieder des Kuratoriums sind Lucia A. Reisch, Gunther Hirschfelder, Hanni Rützler, Jan Grossarth und Elke Richling.
Am 1. Juli 2019 hat Silke Lichtenstein die Geschäftsführung und wissenschaftliche Leitung der Stiftung übernommen. Von 2016 bis 2018 hatte Monika Wilhelm die Geschäftsführung inne. Von 1999 bis Januar 2016 war Gesa Schönberger Geschäftsführerin der Dr. Rainer Wild-Stiftung, sie wechselte an das Heidelberger Institut für Theoretische Studien (HITS).